# Fatima Cvrčková
Fatima Cvrčková (13. září 1966 Strakonice) je molekulární bioložka a genetička, vysokoškolská pedagožka se specializací na anatomii a fyziologii rostlin. Publikuje odborné překlady z angličtiny, je též spisovatelka a výtvarnice. Věnuje se i popularizaci vědy, od roku 1994 nepravidelně přispívá do časopisu Vesmír.

## Život
Fatima Cvrčková se narodila ve Strakonicích v roce 1966, jejím otcem byl lékař, mykolog a regionální historik MUDr. Jan Zdeněk Cvrček, který byl přednostou oddělení klinické biochemie ve strakonické nemocnici.
Po maturitě na gymnáziu ve Strakonicích nastoupila na Přírodovědeckou fakultu Univerzity Karlovy, kde v letech 1983–1988 studovala molekulární biologii a genetiku. Po jejím absolvování obdržela titul RNDr. První experimentální zkušenosti získala v laboratoři Vladimíra Vondrejse. V roce 1991 obhájila disertační práci zaměřenou na konstrukci průmyslových kmenů kvasinek a získala titul Dr.
V letech 1991–1994 pokračovala v postgraduálním studiu genetiky na Ústavu molekulární patologie ve Vídni. Disertace byla zaměřená na regulaci buněčného cyklu u kvasinek a buněčnou morfogenezi. Získala tím titul Dr. rer. nat. 
Od roku 1995 působila jako odborná asistentka na katedře fyziologie rostlin na Přírodovědecké fakultě Univerzity Karlovy ve Viničné 5. Katedra se později přejmenovala na katedru experimentální biologie rostlin. V roce 2001 po dobu šesti měsíců získávala další zkušenosti na Royal Holloway University of London. Roku 2006, kdy se habilitovala v oboru fyziologie a anatomie rostlin, získala titul docentky. Od září 2018 je vedoucí katedry experimentální biologie rostlin.
V roce 2022 byla jmenovaná profesorkou pro obor Experimentální biologie rostlin. Jmenovací dekret převzala od ministra školství, mládeže a tělovýchovy Petra Gazdíka.

### Pedagogická činnost
Nedílnou součástí její práce je pedagogická činnost, kdy se od roku 1995 pravidelně podílí na výuce zajišťované katedrou, a to jak v přímé výuce, tak školením postgraduálních studentů.
Fatima Cvrčková aktivně popularizuje svůj obor a přírodovědný výzkum obecně. Příležitostné spolupracuje s časopisem Vesmír, kde byla v letech 1995–2005 členkou redakční rady. Dále spolupracuje s Přírodovědci.cz a přispívá do pořadu Laboratoř ČRo Plus.
Jejím manželem je český teoretický biolog Anton Markoš. Ve volném čase se ráda věnuje pěší turistice.

## Dílo

### Monografie
- CVRČKOVÁ, Fatima. Úvod do praktické bioinformatiky. 1. vyd. Praha: Academia, 2006. 148 s. ISBN 80-200-1360-1.

### Populární
- CVRČKOVÁ, Fatima. Případ mrtvých filosofů: (akademické romaneto). 1. vyd. Červený Kostelec: Pavel Mervart, 2017. 141 s. ISBN 978-80-7465-258-5.

### Ilustrace
- MARKOŠ, Anton. Tajemství hladiny: hermeneutika živého. Ilustrace Fatima Cvrčková. 1. vyd. [s.l.]: Dokořán, 2003. 352 s. ISBN 80-86569-67-5.

### Překlady
- MICHEL, George F.; MOOREOVÁ, Celia L. Psychobiologie: biologické základy vývoje chování. Překlad Fatima Cvrčková, Anton Markoš. 1. vyd. Praha: Portál, 1999. 478 s. ISBN 80-7178-116-9.
- SLACK, J.M.W. O vejcích a vědcích: téměř pravdivé vyprávění ze života v biologické laboratoři. Překlad Fatima Cvrčková. [s.l.]: Paseka, 2001. 245 s. ISBN 80-7185-424-7.